# Microthlaspi perfoliatum
Microthlaspi perfoliatum (талабан пронизанолистий як Thlaspi perfoliatum) — вид рослин з родини капустяних (Brassicaceae), поширений у Європі, північній Африці, західній Азії.

## Опис
Однорічна рослина висотою 10–20 см. Стеблові листки довгасто-еліптичні, сидячі, сизі, біля основи глибоко серцеподібні, целокраї або неясно зубчасті. Пелюстки довгасті, 2.5–3 мм довжиною, білі. Стручечки оберненосерцеподібні, 5–6 мм завдовжки і майже такої ж ширини, оточені облямівкою, що досягає на верхівці 1.5 мм шириною. На дні трикутної виїмки, в облямівці, розташований дуже короткий стовпчик.

## Поширення
Поширений у Європі, північній Африці, західній Азії. 
В Україні вид зростає на схилах, полях, луках, в чагарниках, іноді біля доріг — у Лісостепу, Степу та Криму, нерідко; в Закарпатті (Перечинський район, с. Ворочово; Ужгородський район, смт Середнє); на північ заноситься по залізничних і шосейних дорогах.